# Sapromyza ferruginea
Sapromyza ferruginea är en tvåvingeart som först beskrevs av Macquart 1848.  Sapromyza ferruginea ingår i släktet Sapromyza och familjen lövflugor. Inga underarter finns listade i Catalogue of Life.